# TAM 260 A 116 M
TAM 260 A 116 M je slovenski mestni avtobus, ki so ga izdelovali v Tovarni avtomobilov Maribor (kratica TAM) od druge polovice 80. let 20. stoletja do propada tovarne. Nadgradnjo nekaterih vozil so izdelovali tudi v ljubljanskem podjetju Avtomontaža.
Avtobuse so kupovala prevozniška podjetja po nekdanji Jugoslaviji in Češkoslovaški.

### Pomen oznake
V TAM so svoja vozila označevali po posebnem ključu. V konkretnem primeru oznaka pomeni:
- TAM - ime proizvajalca
- 260 - moč motorja v konjskih močeh
- A - avtobus
- 116 - dolžina vozila
- M - mestni (oblika karoserije)

## Tehnične značilnosti
- oblika karoserije: solo, enonivojski, visokopodni
- osi: 2
- Motor:
  - moč motorja: 260 KM / 162kW
  - tip motorja: F8L413F dizelski 8 valjni - V
  - prostornina motorja: 12763 cm3
- Mere:
  - dolžina: 11.600 mm
  - širina: 2280 mm
  - višina: 2350 mm
- največja dovoljena masa: 16.000 kg
- najvišja hitrost: 76 km/h
- število vrat: 3
- število sedežev: +/- 1 + 27
- število stojišč: +/- 66
- poraba goriva: približno 40 l/100 km

## Galerija slik
- Notranjost avtobusa, potniški prostor
- Armatura, delovni prostor voznika
- Avtobus s sprednje strani
- Avtobus z zadnje in desne strani
- Avtobus z nadgradnjo, narejeno v Novem Sadu

## Zanimivost
Avtobus Ljubljanskega potniškega prometa z int. št. 196 je, potem ko je bil izločen iz prometa, septembra 2011 postal del avtobusne zbirke TMS v Bistri. V sklopu predstavitve vozil nekdanjega podjetja TAM si ga je mogoče ogledati skupaj še z nekaterimi tovornjaki.  